# Zoriá (Rivne)
Zoriá (ucraniano: Зоря́) es un municipio rural y pueblo de Ucrania, perteneciente al raión de Rivne de la óblast de Rivne.
En 2020, el municipio tenía una población de 13 355 habitantes, de los cuales unos cinco mil vivían en el propio pueblo y el resto repartidos en catorce pedanías. El municipio se fundó en 2020 mediante la fusión del hasta entonces consejo rural de Zoriá (que incluía las pedanías de Biliv, Hólyshiv, Hrábiv, Derevyané, Dýkiv, Zastavya, Novostav, Olyshva, Smorzhiv y Starozhúkiv) con el hasta entonces vecino consejo rural de Rádujivka (que incluía como pedanías a Novozhúkiv, Novostav-Dalni y Sújivtsi).
La localidad fue fundada en la década de 1950 por la RSS de Ucrania, como un centro experimental de agricultura en torno a un koljós.
El pueblo se ubica unos 20 km al noroeste de Rivne, sobre la carretera H22 que lleva a Lutsk.